# Microsphaera magnusii
Microsphaera magnusii är en svampart som tillhör divisionen sporsäcksvampar, och som beskrevs av Samuel von Blumer. Microsphaera magnusii ingår i släktet Microsphaera, och familjen Erysiphaceae. Arten är reproducerande i Sverige.